# 福科納斯 (明尼蘇達州)
福科納斯（英語：Four Corners）是位於美國明尼蘇達州聖路易斯縣克林頓鎮區及麥克達維特鎮區的一個非建制地區。

## 地理
福科納斯所處的海拔為高於海平面445米（即1460英呎），而該地所採用的時區為UTC-6，即北美中部時區（CST）。同時該地設有夏令時間，為UTC-6調快一小時，即UTC-5（CDT）。